# SoundHound
SoundHound es una aplicación desarrollada por SoundHound Inc. Esta compañía, fundada en 2005, desarrolla tecnologías de reconocimiento de sonido y tecnologías de búsqueda de música por reconocimiento de sonidos reproducidos, silbados o tarareados, lo cual permite superar el obstáculo de no conocer su título o letra.

## Historia
La compañía fue fundada en 2005 por Keyvan Mohajer, un aspirante a PhD en Stanford. En 2010, la aplicación Midomi (perteneciente a la compañía) fue renombrada como SoundHound. En 2012, SoundHound anunció que superaba los 100 millones de usuarios en todo el mundo. En 2014, SoundHound se convirtió en el primer producto de búsqueda musical disponible como en forma de wereable. Más tarde, SoundHound se convirtió en el primer sistema de reconocimiento de música montado en automóviles, en una asociación de Hyundai. Para junio de 2015, SoundHound contaba con más de 260 millones de usuarios globalmente.

## Características de SoundHound
SoundHound es un motor de búsqueda musical disponible en la tienda de aplicaciones de Apple, Google Play, la Windows Store y en la plataforma BlackBerry 10.
La aplicación permite a los usuarios identificar música grabada a través del micrófono de sus dispositivos. Para buscar, es posible decir o tipear el nombre del artista, compositor, canción y pieza. SoundHound puede, también, reconocer canciones al cantar, tararear, hablar o tipear y de grabaciones a su vez. El reconocimiento de la música se alcanza gracias a la tecnología "Sound2Sound", la cual, afirma la compañía, puede encontrar canciones incluso basándose en tarareos vagamente realizados.

## Fondos
Melodis aseguró US$ 7 millones en una ronda de recaudación de la Serie B en octubre de 2008, consiguiendo un total de US$ 12 millones. La ronda fue liderada por TransLink Capital junto a la participación de JAIC America y los inversionistas de la Serie A Global Calyst Partners.
En 2009, Melodis trajo fondos adicionales de Larry Marcus en Walden Venture Capital, que antes había invertido en los emprendimientos de música Pandora y Snocap. La ronda de recaudación de US$ 4 millones fue liderada por Walden Venture Capital VII, con la participación de un manufacturador de hardware anónimo.